# Detroit Shock 2001
La stagione 2001 delle Detroit Shock fu la 4ª nella WNBA per la franchigia.
Le Detroit Shock arrivarono seste nella Eastern Conference con un record di 10-22, non qualificandosi per i play-off.

## Roster
| N° | Naz.                   | Ruolo | Sportivo        | Anno | Alt. | Peso |
| -- | ---------------------- | ----- | --------------- | ---- | ---- | ---- |
| 3  | Stati Uniti (bandiera) | A     | Wendy Palmer    | 1974 | 188  | 75   |
| 4  | Stati Uniti (bandiera) | A     | Rachael Sporn   | 1968 | 188  | 68   |
| 6  | Australia (bandiera)   | G     | Jae Kingi       | 1976 | 173  | 68   |
| 9  | Brasile (bandiera)     | G     | Claudinha       | 1975 | 170  | 62   |
| 10 | Stati Uniti (bandiera) | A     | Dominique Canty | 1977 | 178  | 73   |
| 11 | Australia (bandiera)   | A     | Carla Boyd      | 1975 | 185  | 78   |
| 14 | Stati Uniti (bandiera) | GA    | Deanna Nolan    | 1979 | 178  | 73   |
| 16 | Brasile (bandiera)     | AC    | Kelly           | 1979 | 191  | 85   |
| 17 | Russia (bandiera)      | A     | Elena Tornikidu | 1965 | 185  | 73   |
| 24 | Stati Uniti (bandiera) | GA    | Edwina Brown    | 1978 | 175  | 75   |
| 44 | Senegal (bandiera)     | A     | Astou Ndiaye    | 1973 | 191  | 83   |
| 54 | Stati Uniti (bandiera) | AC    | Barbara Farris  | 1976 | 191  | 88   |

## Staff tecnico
- Allenatore: Greg Williams
- Vice-allenatori: Steve Smith, Tom Cross